# Ikarus 489
Ikarus 489 – autobus miejski, produkowany przez węgierską firmę Ikarus. 

## Historia

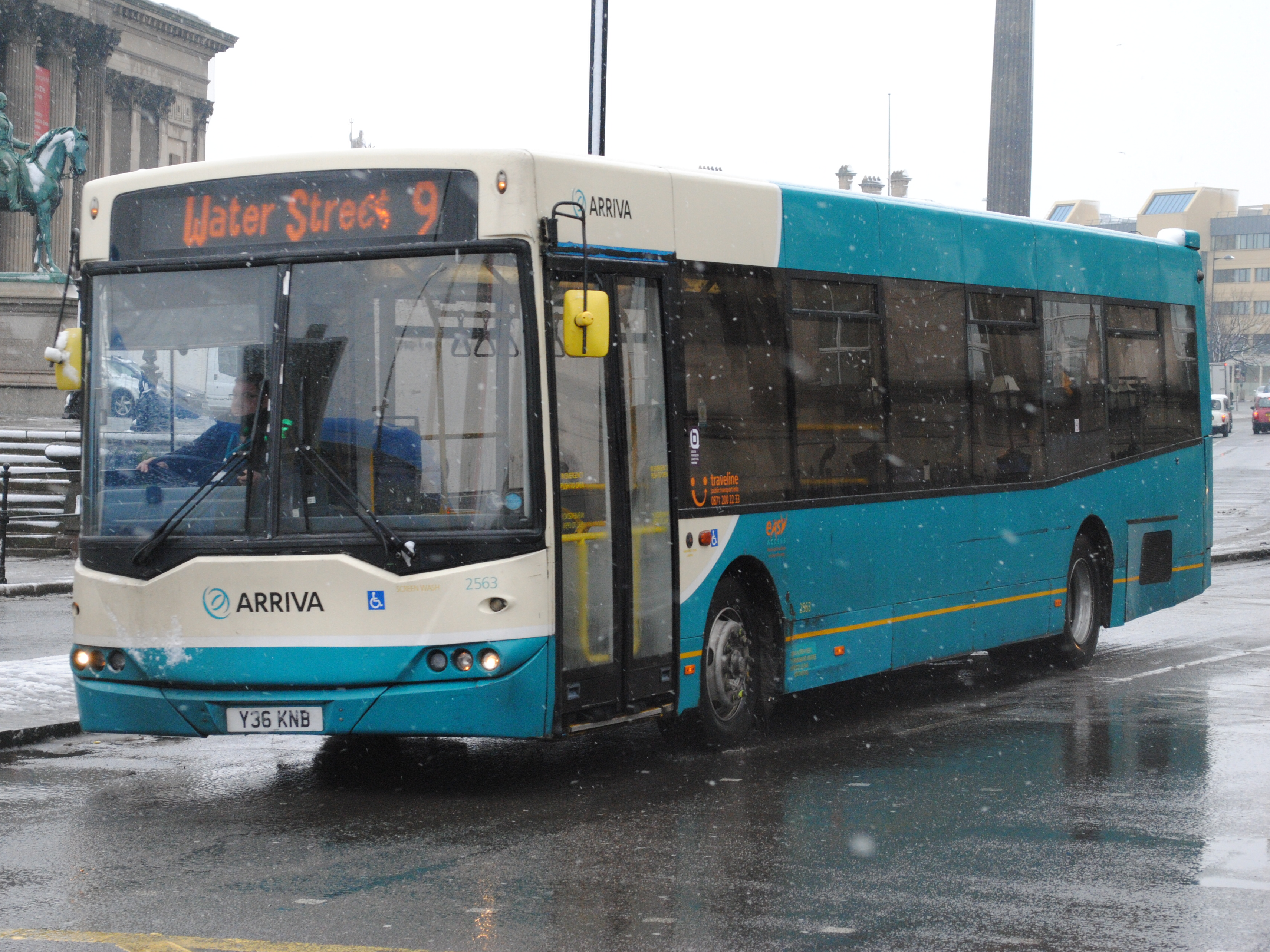
Ikarus 489 w Liverpoolu, 2013

Powstał jako jeden z ostatnich autobusów zaprojektowanych przez Ikarusa. Pierwszy egzemplarz tego typu został zaprezentowany na targach motoryzacyjnych we Frankfurcie w 2000 roku. Głównym projektantem pojazdu był László Légrádi.
Swoją nazwą upamiętnia serię 400, jednak Polaris już ani pod względem technicznym, ani z wyglądu, nie przypomina innych autobusów serii 400, nawet najbardziej podobnego do siebie Ikarusa 412. Polaris, był znacznie czystszym, bardziej dojrzałym i wyrafinowanym pojazdem, który spełniał oczekiwania epoki i mógł konkurować z pojazdami z podobnych kategorii innych zachodnich producentów.  Jednak zła sytuacja finansowa Ikarusa i polityka Irisbusa wobec węgierskiej firmy nie pozwoliły na produkcję Ikarusa 489 w dużych seriach, więc wyprodukowano tylko 11 egzemplarzy. 
W Wielkiej Brytanii wszystkie 11 pojazdów zostało złomowanych do 2017 r., ale Muzeum Transportu w Budapeszcie kupiło jeden z nich i oddało do remontu i konserwacji.